# 8. Jäger Division
O 8. Jäger Division foi uma divisão da Alemanha na Segunda Guerra Mundial, foi formado em 1942 e lutou no front oriental até o término do conflito.

## Comandantes
| Comandante                                          | Data                                           |
| 8ª Divisão de Infantaria                            | 8ª Divisão de Infantaria                       |
| --------------------------------------------------- | ---------------------------------------------- |
| General der Kavallerie Rudolf Koch-Erpach           | 15 de outubro de 1935 - 25 de outubro de 1940  |
| General der Infanterie Gustav Höhne                 | 25 de outubro de 1940 - 1 de dezembro de 1941  |
| 8ª Divisão de Infantaria Leve                       |                                                |
| General der Infanterie Gustav Höhne                 | 1 de dezembro de 1941 - 30 de junho de 1942    |
| 8. Jäger Division                                   |                                                |
| General der Infanterie Gustav Höhne                 | 30 de junho de 1942 - 23 de julho de 1942      |
| General der Panzertruppen Gerhard Graf von Schwerin | 23 de julho de 1942 - 13 de novembro de 1942   |
| General der Gebirgstruppen Friedrich-Jobst          |                                                |
| Volckamer von Kirchensittenbach                     | 13 de novembro de 1942 - 1 de setembro de 1944 |
| Generalleutnant Christian Philipp                   | 1 de setembro de 1944 - ? de abril de 1945     |

## Oficiais de Operações (IA)
- Oberstleutnant Edmund Blaurock (15 de junho de 1938 - 15 de fevereiro de 1941)
- Major Willy Deyhle (fevereiro de 1941 - 1 de dezembr de 1941)
- Major Willy Deyhle (1 de dezembro de 1941 - 18 de fevereiro de 1942)
- Hauptmann Wilfried von Sobbe (18 de fevereiro de 1942 - 25 de março de 1942)
- Oberstleutnant Willy Deyhle (25 de março de 1942 - 30 de junho de 1942)
- Oberstleutnant Willy Deyhle (30 de Junho de 1942 - Agosto de 1942)
- Major Paul-Heinz Brendel (18 de Agosto de 1942 - 15 de Agosto de 1943)
- Oberstleutnant Emil Lorenz (15 de Agosto de 1943 - 20 de Novembro de 1944)
- Major Roland Wagner (20 de Novembro de 1944 - 22 de Março de 1945)

## Linhagem
- Wehrgauleitung Oppeln
- Artillerieführer III
- 8. Infanterie Division
- 8. Leichte Infanterie Division
- 8. Jäger Division

## Área de operações
| Polônia                      | setembro de 1939 - maio de 1940  |
| França                       | maio de 1940 - junho de 1941     |
| Frente Oriental              | junho de 1941 - dezembro de 1941 |
| França                       | dezembro de 1941 - março de 1942 |
| Frente Oriental, setor norte | março de 1942 - junho de 1942    |
| Frente Oriental, setor norte | junho de 1942 - março de 1944    |
| Frente Oriental, Setor sul   | março de 1944 - maio de 1945     |

## Pontos notáveis
A 8ª Divisão de Infanteria foi uma das seis divisões Heer que estavam diretamente ligadas a oficiais alemães específicos, dando-lhes um título honorário regimental conhecido como "Chef". Este título honorário era alheio à unidade real de comando. Neste caso, a homenagem foi especialmente exclusiva, uma vez que foi dado a Eduard Frhr. V. Böhm-Ermolli, um Marechal-de-Campo austro-húngaro que recebera a patente de General honorário alemão e, em seguida, ligada ao 28º Regimento de Infantaria, em 31 de outubro de de 1940. Esta foi a única vez que a um funcionário estrangeiro foi concedida a patente de General-de-Campo na Segunda Guerra Mundial.
Durante a Campanha contra a França, em 14 de junho de 1940 a 8ª Divisão de Infanteria, junto com a 28ª Divisão de Infantaria, foi uma das primeiras unidades a entrar em Paris depois da queda da cidade.

## História
O 8. Infanterie Division foi formado em outubro de 1934, em Oppeln. Originalmente esta divisão era conhecida como Wehrgauleitung Oppeln. Pouco tempo depois de a unidade ter sido criada, foi dado o nome de Artillerieführer III.
As unidades regimentis desta divisão foram formados pela expansão do 7. (Preußisches) Infanterie Regiment do 3.Division da Reichswehr. Era formada principalmente por soldados da Silésia.
Com o anúncio da criação da Wehrmacht em 15 de outubro de 1935, o nome Artillerieführer III foi abandonado e esta unidade se tornou oficialmente conhecido como o 8.Infanterie Division.
Quando começou a Segunda Guerra Mundial, em setembro de 1939 com a invasão alemã da Polônia, a divisão participou sob comando do 14.Armee. Ela teve duras batalhas para passar as fortificações na fronteira oriental da Silésia e contra a feroz resistência polaca. Esta divisão lutou mais tarde nos avançados em Kracow, atravessou o rio San e terminou a campanha lutando contra o Exército Kracow encravado entre Lvov, no sul, Lublin, no norte, no Bug e Rio San.
Depois da campanha na Polônia, a 8. Infanterie Division lutou na Bélgica sob o comando do 4.Armee, Armeegruppe A, avançando ao longo dos rios Salm, Ourthe e Maas. Mais tarde lutou em Denee, sobre o rio Sambre e na região Schelde para ocupar a posição contra as forças Aliadas retidas em Dunkirk. Depois de Dunkirk, a 8. Infanterie Division foi para a reserva antes do ataque na França, tendo um bom avanço ao longo dos Rios Oise e Somme e durante o avanço para Paris.
No dia 14 de junho de 1940 a 8ª Divisão de Infantaria, junto com o 28ª Divisão de Infantaria fizeram um cerimonial por serem as primeiras a entrar em Paris, apesar de o 9ª Divisão de Infantaria ter sido a primeira unidade a entrar em Paris na manhã daquele dia. O desfile da vitória formal em Paris foi realizado dois dias depois, em 16 de junho pela 30ª Divisão de Infantaria.
Depois de Paris a 8.Infanterie atravessou o rio Loire em Tours e terminou a campanha na região de Rouen, onde passou os próximos meses antes da ocupação e em seguida foi destacado para a Frente do Leste, em abril de 1941.
Na invasão da União Soviética, em junho de 1941, o 8. Infanterie Division lutou como parte do 9.Armee, Armeegruppe Mitte tendo combates na região de Bryansk, Vyasma e mais tarde a partir de Moscou antes de ser trazido de volta e enviado para França em novembro de 1941 onde foi reformado como o 8. Leichte Infanterie Division em dezembro daquele ano.
O Regimento de Infantaria 84 foi retirada do 8ª Divisão de Infantaria quando esta foi reformada como o 8. Leichte Infanterie Division, e foi enviado para o 102ª Divisão de Infantaria.
A 8ª Divisão de Infantaria Leve foi formado em dezembro de 1941, na França. Após a formação foi enviado para o setor norte da Frente Oriental, onde participou das operações para romper o cerco a Demyansk. Foi renomeado para 8. Jäger Division em junho de 1942.

A 8. Jäger Division foi formado em junho de 1942 a partir do 8. Leichte Infanterie Division embora este já integrava a Frente Oriental. Tomou parte nas novas operações no norte do setor, principalmente na defensiva. O 8. Jäger Division foi então transferido para o setor sul do front, em março de 1944, após o começo da retirada alemã da região de Leninegrado. Eles lutaram na defensiva e em seguida fizeram a retirada por meio da região da Ucrânia até que foram empurrados para a região da Checoslováquia onde foram cercados pelas tropas soviéticas em abril de 1945. O 8. Jäger Division se entregou pouco tempo depois aos soviéticos em maio de 1945.

## Organização
pré-1939
- Infanterie-Regiment 28
- Infanterie-Regiment 38
- Infanterie-Regiment 84
- Artillerie Regiment-8
- I. / Artillerie-Regimento 44
- Beobachtung-Abteilung 8
- Panzer-Abwehr-Abteilung 8
- Pionier-Bataillon
- Nachrichten-Abteilung

1939
- Infanterie-Regiment 28
- Infanterie-Regiment 38
- Infanterie-Regiment 84
- Artillerier-Regiment 8
- I./Artilliere-Regiment 44
- Aufklärung-Abteilung 8
- Panzer-Jäger-Abteilung 8
- Pionier-Bataillon 8
- Nachrichten-Abteilung 8
- Felderstatz-Bataillon 8
- 8º Divisão de apoio a Unidades

1942
- Jäger-Regiment 28
- Jäger-Regiment 38
- Radfahr-Abteilung 8
- Artillerie-Regiment 8
- Pionier-Bataillon 8
- Panzerjäger-Abteilung 8
- Nachrichten-Abteilung 8
- Feldersatz-Bataillon 8
- Versorgungseinheiten 8

1943-1945
- Jäger-Regiment 28
- Jäger-Regiment 38
- Aufklärungs-Abteilung 8
- Artillerie-Regiment 8
- Pionier-Bataillon 8
- Panzerjäger-Abteilung 8
- Nachrichten-Abteilung 8
- Feldersatz-Bataillon 8
- Versorgungseinheiten 8

## Serviço de guerra
| Datas                              | Corpo                     | Exército           | Grupo de Exército | Área                        |
| ---------------------------------- | ------------------------- | ------------------ | ----------------- | --------------------------- |
| Set 39                             | VIII Corpo de Exército    | 14º Exército       | Süd               | Sul da Polônia              |
| Out 39 - Jan 40                    | VIII Corpo de Exército    | 4º Exército        | B                 | Eifel                       |
| Mai 40                             | VIII Corpo de Exército    | 4º Exército        | A                 | Bélgica, França             |
| Jun 40                             | VIII Corpo de Exército    | Reserva            | B                 | França                      |
| Jul 40                             | VIII Corpo de Exército    | 7º Exército        | B                 | Rouen                       |
| Ago 40 - Abr 41                    | VIII Corpo de Exército    | 9º Exército        | A                 | Rouen                       |
| Mai 41                             | VIII Corpo de Exército    | 9º Exército        | B                 | Prússia Oriental            |
| Mai 41 - Out 41                    | VIII Corpo de Exército    | 9º Exército        | Mitte             | Bryansk, Vyasma             |
| Nov.41                             | Reserva                   | 4º Exército        | Mitte             | Moshaisk, Moscou            |
| Dez 41 - Fev 42                    | VIII Corpo de Exército    | 1º Exército        | D                 | França                      |
| Mar 42 - Jun 42                    | XX Corpo de Exército      | 16º Exército       | Norte             | Demjansk                    |
| Julho de 1942                      | X Corpo de Exército       | 16º Exército       | Norte             | Demjansk                    |
| Agosto de 1942 - Fevereiro de 1943 | II Corpo de Exército      | 16º Exército       | Norte             | Demjansk                    |
| Março de 1943 - Maio de 1943       | X Corpo de Exército       | 16º Exército       | Norte             | Ilmensee                    |
| Junho de 1943                      | Reserva                   | 16º Exército       | Norte             | Ilmensee                    |
| Julho de 1943 - Fevereiro de 1944  | X Corpo de Exército       | 16º Exército       | Norte             | Ilmensee                    |
| Março de 1944                      | XXXVIII Corpo de Exército | 18º Exército       | Norte             | Pleskau                     |
| Abril de 1944                      | Reserva                   |                    | Norte             | Pleskau                     |
| Maio de 1944 - Setembro de 1944    | XVII Corpo de Exército    | 8º Exército        | Südukraine        | Karpathenpässe              |
| Outubro de 1944 - Novembro de 1944 | XVII Corpo de Exército    | 8º Exército        | Süd               | Norte da Ungria, Eslováquia |
| Dezembro de 1944 - Janeiro de 1945 | XXIX Corpo de Exército    | 8º Exército        | Süd               | Norte da Ungria, Eslováquia |
| Fevereiro de 1945 - Março de 1945  | LXXII Corpo de Exército   | 8º Exército        | Süd               | Eslováquia, Mähren          |
| Abril de 1945                      | XXIX Corpo de Exército    | 1º Exército Panzer | Mitte             | Eslováquia, Mähren          |
| Abril de 1945                      | XXIV Corpo de Exército    | 1º Exército Panzer | Mitte             | Mähren                      |